# Willem Bäumer

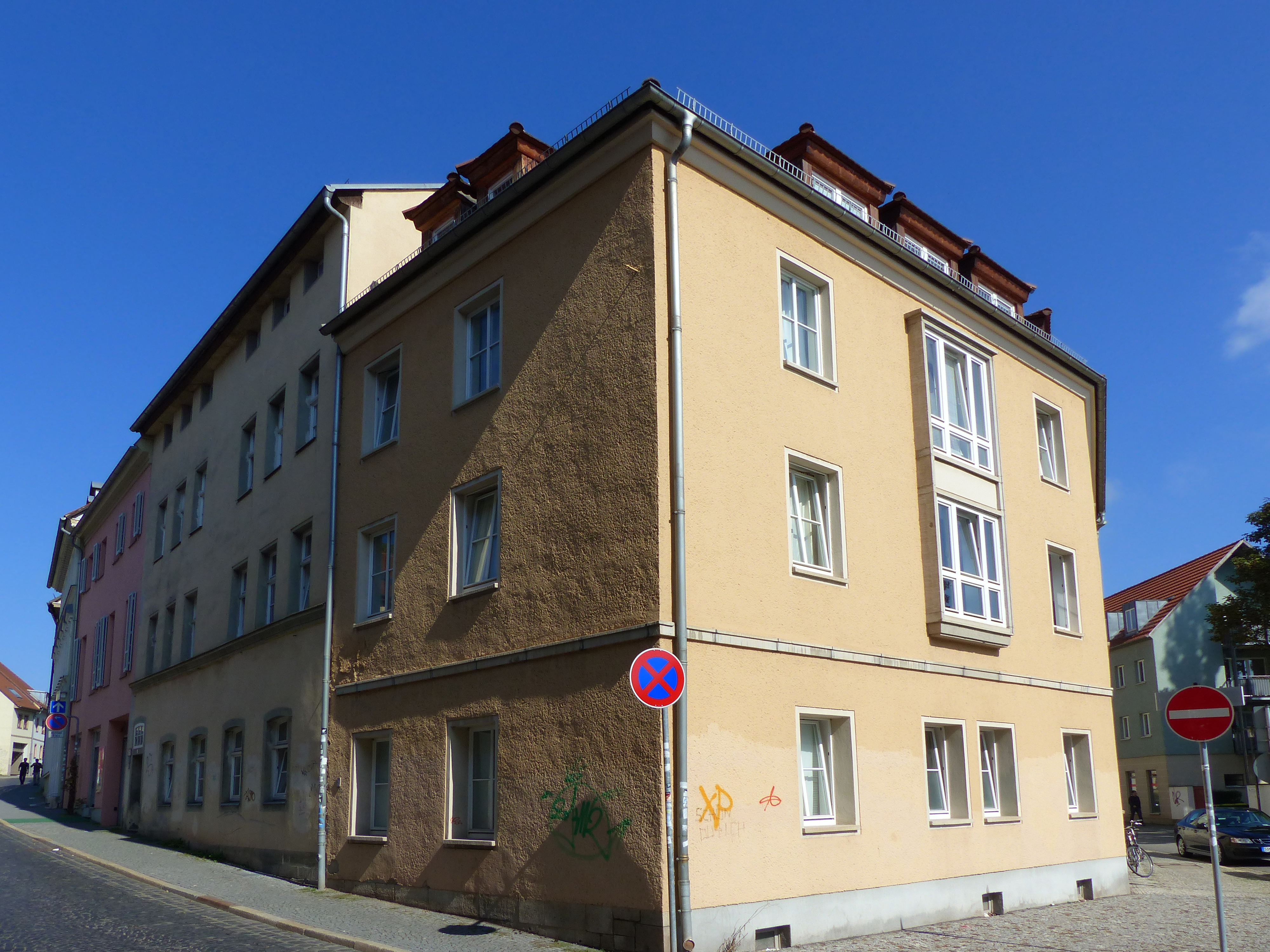
Ferdinand-Freiligrath-Straße 1 in Weimar

Willem Bäumer (* 1903 in Köln; † 1998 in Hamburg) war ein deutscher Architekt, Stadtplaner und Hochschullehrer.

## Leben
Bäumer studierte Architektur und Stadtplanung an der Technischen Hochschule München, der Technischen Hochschule Hannover und zuletzt an der Technischen Hochschule Stuttgart bei Paul Schmitthenner.
Nach einer Anstellung in der kommunalen Bauverwaltung seiner Heimatstadt Köln und einer Tätigkeit im Baubüro der Rhenania-Ossag in Hamburg kehrte er 1933 als Schmitthenners Assistent nach Stuttgart zurück. 1935 wurde er unter Protektion von Schmitthenner Professor für Baukonstruktion an der von Paul Schultze-Naumburg geleiteten Staatlichen Hochschule für Baukunst in Weimar. Dort führte er 1936–1939 Planungen zur Neubebauung von Teilen der Altstadt durch, die zur Einpassung des Gauforums in die historische Stadtstruktur notwendig geworden waren. 1936 beteiligte er sich mit einigen Raumbeispielen zur Anwendung des Kunsthandwerks im Wohnungsbau an der Ausstellung „Kunst und Kunsthandwerk am Bau“ in Leipzig. 1940 wurde er auf Betreiben von Konstanty Gutschow Leiter der Bauschule der Hansestadt Hamburg. Später geriet er in Gefangenschaft. 
Nach dem Zweiten Weltkrieg durfte er vorläufig weder in der Schule noch als Architekt wirken und überlegte, nach Chilé oder Argentinien auszuwandern. Später war er im Krankenhausbau tätig. Sein Sohn Dirk Bäumer wurde ebenfalls Architekt.

## Bauten und Entwürfe
- 1929–1930: Bauausführung eines Autohofs mit Großgarage für das Großtanklager der Rhenania-Ossag in Berlin-Haselhorst (nach Entwurf von Heinrich Bartmann; nicht erhalten)
- 1933–1934: Verwaltungsgebäude der Leonberger Bausparkasse in Leonberg
- 1934: Wohnhaus Dr. Munro in Hamburg-Winterhude, Barmbecker Straße 138
- 1935: Hornschuch-Krankenhaus in Kulmbach
- 1935–1936: Kreiskrankenhaus in Vaihingen an der Enz
- 1936–1939: Neubebauung im Bereich der Ferdinand-Freiligrath-Straße in Weimar
- 1962: St.-Johannes-Hospital in Duisburg-Hamborn
- 1965: St.-Josefs-Hospital in Wiesbaden
- 1969–1974: Kreiskrankenhaus in Kaltenkirchen
- 1972: Wettbewerbsentwurf für das Kreiskrankenhaus in Völklingen (Ideenwettbewerb; Entwurf im 2. Rundgang ausgeschieden)
- 1973–1976: Kreiskrankenhaus in Itzehoe

## Schriften
- Arbeiten von Willem Bäumer, Privatdruck für den Architekten der Hoffmannschen Buchdruckerei Felix Krais und der Omnitypie-Gesellschaft Nachf. Leopold Zechnall, beide Stuttgart, ca. 1942.
- Kapazität von 612 Betten. Das Krankenhaus Itzehoe, In: Das Krankenhaus, Band 71, Verlag W. Kohlhammer, Stuttgart 1979.
- Ein Architektenleben in der Zeitenwende, Lebenslauf, notiert auf Veranlassung der Hamburgischen Architektenkammer, Hamburg 1994, 126 S. (Privatdruck)